# حشره‌خوار بارن گراند
 حشره‌خوار بارن گراند (نام علمی: Sorex ugyunak) نام یک گونه از سرده حشره‌خوارهای دم‌دراز است.